# Sfnt
SFNT è un formato file per le font utilizzato nella progettazione tipografica moderna, così da poter essere esportato poi in fase di rilascio nelle varie specifiche e formati delle font moderne, come PostScript, TrueType, OpenType, e formati per il web come il Woff. Il formato è stato sviluppato da Apple ed è basato sulle spline.